# ベスラン
座標: 北緯43度12分 東経44度34分 / 北緯43.200度 東経44.567度

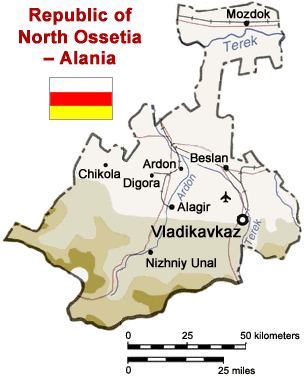
北オセチアの地図

ベスラン（ロシア語: Бесла́н, オセット語: Беслӕн, Beslan）は、ロシアの北オセチア共和国の町である。人口は3万5929人（2021年）で、北オセチア共和国内ではウラジカフカス・モズドクに次いで3番目に大きい町である。ベスランはウラジカフカスから15kmほど北にある。
ベスランは1940年代に作られたとうもろこしの加工施設により栄えた農産業の町である。また、ベスランは鉄道の拠点として重要であり、ロストフ・ナ・ドヌとバクーを結ぶ列車から、ウラジカフカスへ向かう支線が出ている。
また郊外にはウラジカフカス・ベスラン国際空港があり、モスクワやサンクトペテルブルクからの北オセチア共和国の玄関口として機能している。
ベスランは1847年にオセチアの他の地域からの移民によって作られた町であり、当初は地元の支配者である Beslan Tulatov にちなんで Beslanykau （「ベスランの開拓地」の意味）と呼ばれていた。ただし、公式の場でのみの呼称であり、一般にはツタトフスコエ（Tulatovskoye） と呼ばれていた。1941年には Iriston と改名され、急速に工業地帯へと変化していった1950年にベスランの名前に改名された。
2004年9月1日、チェチェン独立派を中心とする武装勢力に中学校が占拠されるという事件がおきた。この事件についてはベスラン学校占拠事件を参照。